# Stadio Ciro Vigorito
Stadio Ciro Vigorito, je fotbalový stadion v italském městě Benevento, v regionu Kampánie. Byl vystaven v roce 1979 pod názvem Stadio Santa Colomba. Od roku 2010 je pojmenován po Ciru Vigoritovi, který byl od roku 2006 klubovým ředitelem.

## Historie
Začátek práce na novém stadionu byl v roce 1976 a slavnostní otevření bylo 9. září 1979 při přátelském utkání s Ascoli (1:1). Kapacita byla tehdy pro 25 000 diváků. V 90. letech bylo kvůli bezpečnosti snížena kapacita na 20 000 diváků a v roce 2006 dokonce na 7 000 diváků. O dva roky později byl rekonstruován a po postupu do Serie B v roce 2016 se začalo více rekonstruovat. Kapacita byla zvýšena na 15 464 diváků.
Italská fotbalová reprezentace do 21 let od roku 1982 zde několikrát hrála své zápasy.